# Demodex mystacina
Demodex mystacina är en spindeldjursart som beskrevs av Clifford E. Desch, Jr. 1989. Demodex mystacina ingår i släktet Demodex och familjen Demodecidae. Inga underarter finns listade i Catalogue of Life.